# Роша Сантуш, Кенни
Ке́нни Ро́ша Са́нтуш (порт. Kenny Rocha Santos; 3 января 2000, Сан-Висенти, Кабо-Верде) — кабо-вердианский футболист, полузащитник французского клуба «Пари 13 Атлетико» и национальной сборной Кабо-Верде.

## Клубная карьера
Роша — воспитанник французского клуба «Сент-Этьен». 1 февраля 2017 года в поединке Кубка Франции против «Осера» Кенни дебютировал за основной состав, заменив во втором тайме Кевина Монне-Паке. 17 мая в матче против «Монако» он дебютировал в Лиге 1.
Летом 2019 года Роша перешёл в «Нанси». 2 августа в матче против «Валансьена» он дебютировал в Лиге 2. 7 ноября в поединке против «Кана» Кенни забил свой первый гол за «Нанси».
Летом 2021 года Роша перешёл в бельгийский «Остенде». 24 июля в матче против «Шарлеруа» он дебютировал в Жюпиле-лиге. 19 февраля 2022 года в поединке против льежского «Стандарда» Кенни забил свой первый гол за «Остенде».

## Международная карьера
14 ноября 2017 года в отборочном матче чемпионата мира 2018 против сборной Буркина-Фасо Роша дебютировал за сборную Кабо-Верде.
В 2022 году Роша принял участие в Кубке Африке 2021 в Камеруне. На турнире он сыграл в против команд Эфиопии, Буркина-Фасо, Камеруна и Сенегала.
28 марта 2022 в матче товарищеском матче против сборной Сан-Марино он забил свой первый гол за национальную команду.
Был включён в состав сборной на Кубок африканских наций 2023.

### Голы за сборную Кабо-Верде
| #   | Дата            | Место                               | Противник  | Счёт | Результат | Соревнование      |
| --- | --------------- | ----------------------------------- | ---------- | ---- | --------- | ----------------- |
| 01. | 28 марта 2022   | Пинатар Арена, Мурсия, Испания      | Сан-Марино | 0:1  | 0:2       | Товарищеский матч |
| 02. | 17 октября 2023 | Стад Парсемен, Фос-сюр-Мер, Франция | Коморы     | 1:0  | 1:2       | Товарищеский матч |